# 李昌凡
李昌凡（？—），男，汉族，中华人民共和国政治人物，曾任中华人民共和国水利部党组成员、中央纪委驻水利部纪检组组长，中国水利政研会会长。